# Непокорная (фильм)
«Непокорная» — советский фильм 1981 года снятый на киностудии «Узбекфильм» режиссёром Анатолием Кабуловым.
По роману «Дочь Каракалпакии» каракалпакского писателя Тулепбергена Каипбергенова.

## Сюжет
1925 год. В глухом ауле Каракалпакии живёт красавица Джумагуль — юная девушка, дочь прислуги местного бая. Её ждет обычная участь наложницы, а затем беспросветная нужда. Но время распорядилось иначе — Советская власть приходит и сюда, теперь Джумагуль, сама может выбирать себе судьбу. Не сразу жители аула откажутся от слепой веры, подчинения хитрому баю и казалось бы всесильным в этих краях басмачам.

Мы стремились прежде всего показать, как в судьбах конкретных людей преломлялись перипетии яростной схватки между старым и новым, тщательно и точно исследовать психологию наших героев, мотивы их поведения. И, пожалуй, самая сложная задача стояла в этом смысле перед Тамарой Шакировой. За полтора часа экранного времени — при внешне спокойном и неторопливом развитии сюжета — её Джумагуль предстояло пройти путь от бесправной, забитой женщины, чей удел — унижения, обиды и однообразный, изнурительный труд, до человека, выпрямившегося духовно и смело вышедшего на борьбу за новую жизнь.— режиссёр фильма Анатолий Кабулов

## В ролях
В главных ролях:
- Тамара Шакирова — Джумагуль
- Наби Рахимов — Дусенбай
- Карим Мирхадиев — Турумбет

В остальных ролях:
- Сулув Алламуратова — Гульбике
- Азат Шарипов — Ембергенов
- Шамурат Утемуратов — Ходжанияз
- Куатбай Абдреимов — Зарипбай
- Бахтияр Касымов — Таджим
- Реимбай Сеитов — Кутымбай
- Умида Калимбетова — Бибигуль
- Ширин Азизова — Санем, мать Джумагуль
- Досберген Ранов — Баймуратов
- Джавлон Хамраев — Айтбай
- Марат Рахматов — Искандер, учитель
- Уктам Лукманова — Марфа Ханум
- Фатима Реджаметова — эпизод
- Тамила Ахмедова — эпизод
- Аймхан Шамуратова — эпизод
- Джамал Хашимов — эпизод
- Рустам Тураев — эпизод

Роли озвучивали:
- Наталья Рычагова — Джумагуль, роль Тамары Шакировой
- Сергей Шакуров — Таджим, роль Бахтияра Касымов
- Вячеслав Шалевич — Ембергенов, роль Азата Шарипова

## Литературная и реальная основа
Фильм снят по мотивам романа «Дочь Каракалпакии» писателя Тулепбергена Каипбергенова, сценарист Григорий Марьяновский — автор русского перевода романа.
Роман написан в 1965 году, на русском языке впервые напечатан в журнале «Звезда Востока» в 1968 году. Существует два перевода романа — В. Герасимовой и Г. Марьяновского, по мнению самого автора перевод Г. Марьяновского и по содержанию, и по сохранению авторского стиля повествования более удачный, чем перевод В. Герасимовой.
В основе романа — реальные события, основой для романа стал журналистский очерк Т. Каипбергенова под названием «Смелый шаг», написанный в 1957 году об одной из первых каракалпакских комсомолок — Жумагул Сеитовой — прототипа главной героини романа Джумагуль.
Однако, фильм не является экранизацией — на экран попали в основном события из второй части романа, относящиеся к уже взрослому периоду жизни главной героини, её детство и юность в фильме отражены лишь несколькими короткими вводными эпизодами, да и сами авторы фильма не настаивали на соответствии литературной основе:

Конечно, эпическое произведение прозы невозможно вместить в рамки одного фильма, мы стремимся донести до зрителя основные сюжетные мотивы.— сценарист фильма Григорий Марьяновский // «Советский экран» № 20, октябрь 1981 года
Характер изображения событий в романе и в фильме настолько разителен — авторы фильма практически искажая исторически достоверный роман создали романтизированный образ условной восточной страны («вычеркивают из предметно-пластической фактуры фильма кровь, пыль, грязь, зной, пот, сушь, голодные лица. Они последовательно преображают эстетизируют и среду, в которой действуют герои „Непокорной“, и их облик»), что критик журнала «Искусство кино» посвятил отдельную статью поискам причины такой позиции авторов фильма.

Историко-временная, этно бытовая, социально-психологическая додостоверность (а она в полной мере присуща роману) или вовсе отсутствует в фильме, или едва-едва проступает в неакцентированных случайных деталях… этот фильм, скажем без обиняков, имеет очень мало сцеплений с реальной историей.— Савицкий Г. — Фильм спорит с книгой (Худож. фильм «Непокорная» по мотивам романа Т. Каипбергенова «Дочь Каракалпакии») // Искусство кино, № 9, 1982

## Награды
За создание фильма в 1983 году Государственная премия Узбекской ССР присуждена режиссёру Анатолию Кабулову, сценаристу Григорию Марьяновскому, оператору Даврону Абдуллаеву, композитору Румилю Вильданову, актрисам Тамаре Шакировой и Салоопе Алламуратовой.